# Bastián Yáñez
Bastián Yáñez, né le 27 juin 2001 à Santiago au Chili, est un footballeur international chilien. Il joue au poste d'ailier gauche au CD Godoy Cruz.

## Biographie

### En club
Né à Santiago au Chili, Bastián Yáñez est formé par l'un des clubs de la capitale, l'Unión Española, qu'il rejoint à l'âge de huit ans. Avec les U17 du club il remporte notamment le championnat de cette catégorie d'âge, en 2018.
Il fait sa première apparition en professionnel le 26 août 2018 lors d'une rencontre de championnat face au CD O'Higgins. Il entre en jeu à la place de Sebastián Jaime et les deux équipes se neutralisent (1-1).
Le 28 juillet 2021, Yáñez inscrit son premier but en professionnel lors d'une rencontre de championnat face au CD Huachipato. Il délivre une passe décisive pour Alejandro Chumacero avant de marquer le deuxième but de son équipe, qui l'emporte par trois buts à un.

### En sélection
Le 27 septembre 2021, Bastián Yáñez est convoqué pour la première fois avec l'équipe nationale du Chili, par le sélectionneur Martín Lasarte. Il doit cependant déclarer forfait en raison d'une blessure à la jambe droite. Yáñez honore sa première sélection lors d'un match amical face au Mexique, le 9 décembre 2021. Il entre en jeu ce jour-là à la place de Clemente Montes, et les deux équipes se séparent sur un match nul de deux buts partout.